# 朱丹西
朱丹西（1913年—1978年），原名朱丹，北京人，中国剧作家、戏剧活动家，大校军衔，曾任西南人民艺术剧院副院长、云南人民艺术剧院院长，空军文化部副部长，总政文工团副团长。